# Shinkansen-Baureihe E10
Die Shinkansen-Baureihe E10 (japanisch 新幹線E10系電車, Shinkansen E10-kei densha) ist ein angekündigter Shinkansen-Triebzug des Betreibers JR East, der ab 2027 auf der Tōhoku-Shinkansen erprobt werden und anschließend die Baureihen E2 und E5 ersetzen soll.

## Geschichte
JR East kündigte im März 2025 die Entwicklung einer neuen Generation von Shinkansen-Triebzügen für den Einsatz auf der Tōhoku-Shinkansen an. Die neue Baureihe soll ab dem Fiskaljahr 2030 die alternde Baureihe E2 ersetzen sowie auf den Superexpress-Verbindungen die Baureihe E5 ersetzen. Hierfür wird die Höchstgeschwindigkeit im Regelbetrieb der Baureihe E10 auf 320 km/h gesteigert und liegt somit um 20 km/h höher, als bei der Baureihe E5. JR East plant ab Herbst 2027 erste Vorserienfahrzeuge zu testen.

## Fahrzeugbeschreibung
Die Triebzüge werden aus 10 Wagen bestehen. Die maximale Höchstgeschwindigkeit wird 320 km/h betragen, wobei durch eine um 15 % verstärkte Bremsanlage die Züge der Baureihe E10 denselben Bremsweg wie die 300 km/h schnellen Züge der Baureihe E5 aufweisen werden. Die Baureihe E10 wird zudem einen verbesserten Erdbebenschutz erhalten, was das Risiko von Entgleisungen im Falle eines Erdbebens weiter reduzieren soll.
Das Farbschema der neuen Baureihe wird aus zwei Grüntönen bestehen. Das Fahrzeugdesign wurde von der Design-Beratung tangerine aus Großbritannien gestaltet, womit zum ersten Mal ein ausländisches Unternehmen einen derartigen Auftrag für die Gestaltung eines Shinkansen-Fahrzeugs erhielt.
Eine Besonderheit der Baureihe E10 wird die Möglichkeit sein, einen Wagen für den Pakettransportdienst „Hakobyun“ zu nutzen, den JR East im April 2025 nach mehrjährigem Pilotbetrieb offiziell einführen wird. Hierfür wird Wagen 5 der Baureihe E10 über eine besonders breite Tür und einen flexiblen Innenraum verfügen.